# Vallée Est
 (décembre 2014).
Si vous disposez d'ouvrages ou d'articles de référence ou si vous connaissez des sites web de qualité traitant du thème abordé ici, merci de compléter l'article en donnant les références utiles à sa vérifiabilité et en les liant à la section « Notes et références ».

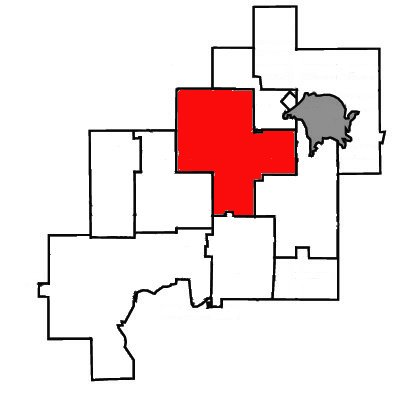
Carte de Vallée Est au sein des autres banlieues qui seront réunies pour formées le Grand Sudbury

Vallée Est (Valley East en anglais) est un district de la ville du Grand Sudbury, en Ontario, au Canada.
Incorporée pour la première fois en 1973 en tant que ville distincte au sein de la municipalité régionale de Sudbury, Vallée Est a été nommée ainsi parce qu'elle comprenait la moitié est du bassin de Sudbury. Plus grande des six villes de la municipalité régionale, elle a été réincorporée en tant que ville en 1997 en raison de la croissance continue de sa population. Le 1er janvier 2001, les six banlieues de Sudbury (Vallée Est, Capreol, Rayside-Balfour, Nickel Centre, Onaping Falls et Walden) furent réunies pour former la ville du Grand Sudbury.
Avant la fusion, Vallée Est était la sixième plus grande ville du Nord de l'Ontario, après Timmins et avant Kenora. Selon le recensement canadien de 2001, le dernier à avoir enregistré Vallée Est en tant qu'entité distincte, la ville comptait une population de 22 374 habitants.
Lors du recensement canadien de 2011, les principaux quartiers de Vallée Est ont été regroupés en tant que centre de population (ou zone urbaine) de Vallée Est, avec une population de 20 676 habitants et une densité de population de 368,9/km2[1], bien que les limites de la zone urbaine ne correspondent pas à celles de l'ancienne municipalité.
Vallée Est est maintenant divisée entre les quartiers 5, 6 et 7 du Conseil municipal du Grand Sudbury, et est représentée par les conseillers Mike Parent, René Lapierre et Natalie Labbée.

## Démographie
| 2011   | 2016   |
| ------ | ------ |
| 17 343 | 17 451 |

## Éducation
Élèves de Hanmer : les élèves catholique anglophone  fréquentent l'école St-Anne et l'école secondaire catholique Bishop Carter. Les élèves publique anglophone  fréquentent la Redwood Acres Public School et la Confederation Secondary School. Les élèves catholique francophone fréquentent l'école Notre-Dame et l'école secondaire catholique l'Horizon. Les élèves  publique francophone  fréquentent l'École publique Foyer-Jeunesse et l'École secondaire Hanmer ; ces deux écoles sont voisines.
Élèves de Val-Thérèse : les élèves catholique anglophone fréquentent l'école St-Anne et l'école secondaire catholique Bishop Alexander Carter. Les élèves publique anglophone fréquentent la Redwood Acres Public School et la Confederation Secondary School. Les élèves catholique francophone fréquentent l'école St-Joseph Ste-Thérèse et l'école secondaire catholique l'Horizon. Les élèves publique francophone fréquentent l'école publique Foyer-Jeunesse et l'école secondaire Hanmer ; ces deux écoles sont voisines.
Élèves du Val-Caron : les élèves catholique anglophone fréquentent l'Immaculate Conception School et la Bishop Alexander Carter Catholic Secondary School, les élèves publique anglophone fréquentent la Valleyview Public School et la Confederation Secondary School, les élèves catholique francophone fréquentent l'École Jean-Paul II et l'École secondaire catholique l'Horizon. Les élèves publique francophone fréquentent l'École publique de La Découverte et l'École secondaire Hanmer.
Élèves de Blezard Valley : les élèves catholique anglophone fréquentent l'Immaculate Conception School et la Bishop Carter Catholic Secondary School. Les élèves publique anglophone fréquentent la Valleyview School et la Confederation Secondary School. Les élèves catholique francophone fréquentent l'école Jean-Paul II et l'école secondaire catholique l'Horizon. Les élèves publique francophone fréquentent l'école publique de La Découverte et l'école secondaire Hanmer.

## Jour Vallée Est
Jours Vallée Est est le plus grand festival familial gratuit du nord de l'Ontario, et a célébré sa 47e année en 2024. Ce festival de trois jours a accueilli de grands groupes musicaux, tels que Trooper & Chilliwack en 2017. Le festival attire généralement plus de 25 000 personnes.

## Personnalités liées à la commune
- Michelle O’Bonsawin, juge canadienne
- Rhéal Bélisle, politicien
- Ron Duguay, hockeyeur
- Andrew Brunette, joueur et entraîneur de hockey